# Barbarella (film)
Pour les articles homonymes, voir Barbarella (homonymie).
Pour plus de détails, voir Fiche technique et Distribution.
Barbarella est un film franco-italien de science-fiction réalisé par Roger Vadim sorti en 1968. Il est adapté de la bande dessinée Barbarella de Jean-Claude Forest.

## Résumé
En l'an 40 000, le monde vit dans une ère peace and love où les armes sont devenues obsolètes et où les gens font l'amour en absorbant des pilules. L'aventurière Barbarella est envoyée en mission par le président de la Terre pour tenter de retrouver le savant Durand Durand, inventeur d'une arme destructrice, le rayon positronique. L'homme a disparu aux environs de la planète Lithion, quelques années auparavant.
Après le crash de son vaisseau spatial sur cette planète, Barbarella est attaquée par des poupées tueuses menées par deux petites filles méchantes et cruelles. Stomoxys et Glossina se trouvent être également les nièces du Grand tyran de Sogo, la ville du mal.
Barbarella est sauvée par Mark Hand, une sorte de chasseur, qui a décidé de vivre loin de la ville et de ses péchés. Comme récompense, il obtient d'elle de lui faire l'amour de façon primitive en ne faisant pas appel aux pilules.
À la suite d'un nouveau crash, l'aventurière fait connaissance avec les esclaves prisonniers de Sogo, nourris seulement d'orchidées et dirigés par le professeur Ping. Elle est ensuite conduite dans le repaire de la Reine noire par Pygar, un ange aveugle à la suite des tortures subies à Sogo et qui a réappris à voler après avoir fait l'amour avec elle.
À Sogo, ville où un nouveau péché est inventé à chaque heure afin de nourrir le Mathmos, qui fournit énergie et chaleur à la cité, elle retrouve Durand Durand, devenu le concierge du Grand tyran, qui est en fait la Reine noire que Barbarella a rencontré dans Sogo, et qui s'apprête à conquérir le monde grâce à un appareil maléfique de son invention, et Dildano, le chef de la rébellion contre le régime.
Pour sa part, la Reine noire est une reine qui se complaît dans le mal. Elle laisse Barbarella entre les mains de Durand Durand qui l'installe dans la Machine excessive, une machine censée la faire mourir d'un plaisir orgasmique. Elle s'en tire sans trop de dommages au grand dépit du savant fou.
Les esclaves de Sogo finissent par se révolter, mais Durand Durand, qui a auparavant déposé la Reine noire, se sert de son Positron pour les mater. Barbarella parvient finalement à convaincre la Reine noire de se joindre à elle pour le combattre. Durand Durand meurt dans le magma du Mathmos qui entoure la cité et qui finit par tout engloutir. Barbarella et la Reine noire s'enfuient sous les ailes de l'ange Pygar.

## Fiche technique
- Titre original : Barbarella ; Barbarella: Queen of the Galaxy (titre promotionnel)
- Titre français : Barbarella
- Réalisation : Roger Vadim
- Scénario : Terry Southern, Tudor Gates, Roger Vadim et Claude Brulé, d'après la bande dessinée homonyme de Jean-Claude Forest
- Décors : Mario Garbuglia
- Costumes : Jacques Fonteray et Paco Rabanne
- Photographie : Claude Renoir
- Montage : Victoria Mercanton
- Musique : Michel Magne, James Campbell et Charles Fox
- Production : Dino De Laurentiis
- Sociétés de production : Dino De Laurentiis Cinematografica et Marianne Productions
- Sociétés de distribution : Paramount Pictures
- Budget : 9 000 000 $
- Pays d'origine :  France /  Italie
- Langue de tournage : anglais
- Format : Couleurs - 35 mm - 2,35:1 - son mono
- Genre : Comédie, science-fiction
- Durée : 98 minutes
- Dates de sortie : 
  - États-Unis : 10 octobre 1968
  - Italie : 22 octobre 1968
  - France : 25 octobre 1968

Affiche : Bill Gold (États-Unis)

## Distribution
- Jane Fonda (VF : elle-même) : Barbarella
- John Phillip Law (VF : Bernard Tiphaine) : Pygar, l'ange
- Anita Pallenberg : la Reine noire alias « le Grand Tyran »
- Milo O'Shea (VF : Jean Richard) : le concierge / Durand Durand
- Marcel Marceau (VF : lui-même) : le professeur Ping
- Claude Dauphin (VF : lui-même) : le président de la Terre
- David Hemmings (VF : Jean-Louis Trintignant) : Dildano
- Ugo Tognazzi (VF : Robert Hossein) : Mark Hand
- Serge Marquand : le capitaine Sun
- Véronique Vendell  : le capitaine Moon
- Catherine Chevallier : Stomoxys
- Marie-Thérèse Chevallier : Glossina
- Vita Borg : la magicienne
- Chantal Cachin : la révolutionnaire
- Fabienne Fabre : Twiggy, la  femme-arbre
- Sergio Ferrero : le messager de la Reine noire
- Susan Moren : l'esclave de la reine
- Antonio Sabàto : Jean-Paul (non crédité)
- Talitha Getty : femme fumant un narguilé (non créditée)
- Jean Saudray
- Romolo Valli

## Production

### Tournage
Le tournage se déroule à Rome. La scène d'ouverture où Barbarella semble flotter dans son vaisseau spatial est filmée alors que Jane Fonda est installée sur un énorme morceau de plexiglas avec une image de vaisseau spatial en dessous d'elle. Elle est filmée de haut, donnant l'impression d'être en apesanteur.

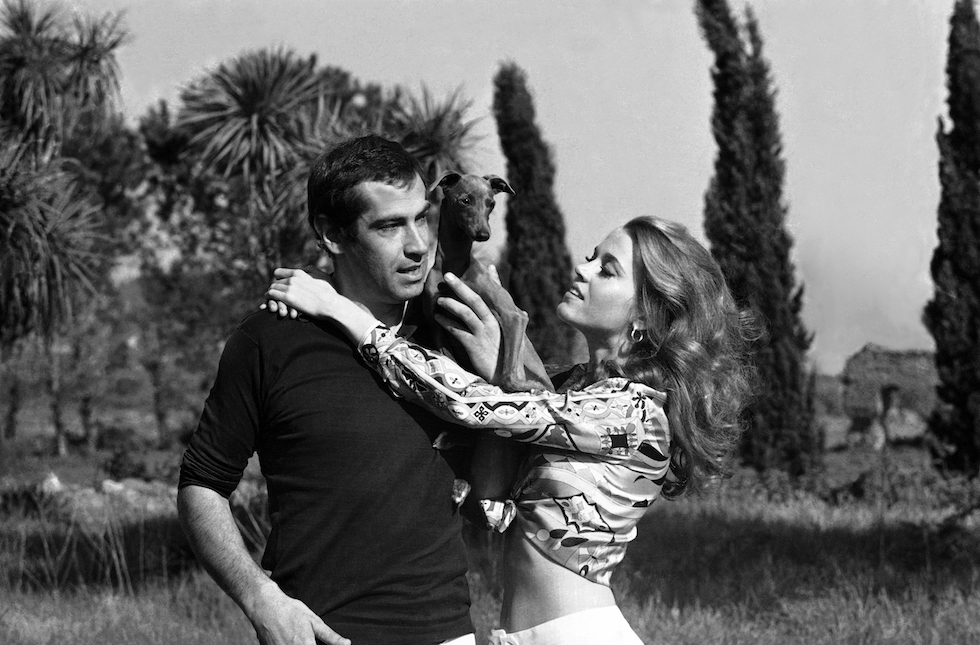
Le réalisateur Roger Vadim et l'actrice Jane Fonda dans leur villa proche de Rome à l'époque du tournage du film Barbarella, le 24 avril 1967

Jane Fonda affirme avoir été en état d'ivresse pendant la quasi-totalité du tournage : d'après elle, il s'agissait d'un conseil de Roger Vadim pour être moins nerveuse.

### Costumes
Le costume de Barbarella dans la scène finale est du styliste Paco Rabanne.

### Bande originale
- Barbarella, interprété par Bob Crewe et Charles Fox
- Drag Me Down, interprété par Bob Crewe et Charles Fox
- Love Theme from Barbarella, interprété par Bob Crewe et Charles Fox
- An Angel is Love, interprété par Bob Crewe et Charles Fox

## Accueil

### Sortie
L'affiche originale du film est conçue par Robert McGinnis.

### Impact
Durand Durand, le nom du scientifique recherché, a inspiré le nom du groupe pop britannique  Duran Duran, fondé en 1978. Dans leur film conceptuel, Arena (An Absurd Notion) (1985), Milo O'Shea reprend son rôle et affronte les membres du groupe qui lui ont volé son nom.
Le film CQ rend hommage à Barbarella et à d'autres films des années 1960 comme Danger : Diabolik !
Un remake, dirigé par Robert Rodriguez, est un temps prévu pour 2008, mais abandonné en mai 2009. Nicolas Winding Refn confie en 2013 son projet d'en faire un reboot sous forme de série. En 2015, Axel Braun en réalise une parodie porno, pour le studio Wicked. Riley Steele y reprend le rôle tenu par Jane Fonda.
La scène d'ouverture inspire par ailleurs certains passages du clip Break Free d'Ariana Grande. On peut y voir Ariana retirer sa combinaison et flotter dans son vaisseau à la manière de Jane Fonda.

## Distinctions
- Laurel Awards 1970 : nomination au Laurel de la meilleure actrice pour Jane Fonda.

## Inspiration des dénominations
Le terme Llanfairpwllgwyngyllgogerychwyrndrobwllllantysiliogogogoch, utilisé comme mot de passe dans le film, est le nom d'un village du pays de Galles.
Sogo, la ville où Barbarella est faite prisonnière, est une référence à Sodome et à Gomorrhe dont elle a emprunté les deux premières syllabes.
Les noms des nièces de la Reine noire, Stomoxys et Glossina, sont les noms de deux espèces de mouches. Glossina est un autre nom pour désigner la mouche tsé-tsé.